# فیزلر فی ۱۵۶
فیزلر فی ۱۵۶ اشتورش (لک‌لک) (آلمانی: Fieseler Fi 156 Storch) یک هواگرد رابط ساخت شرکت فیزلر در آلمان پیش از جنگ جهانی دوم بود. عملکرد این هواگرد در برخاست و فرود کوتاه و سرعت واماندگی پایین ۵۰ کیلومتر در ساعت قابل توجه بود.

## طراحی و تولید
فیزلر فی ۱۵۶ تابستان سال ۱۹۳۵ به عنوان هواگرد برخاست و فرود کوتاه طراحی شد. این هواگرد سه‌سرنشین و تک‌باله بال‌بالا بود بود که نیرو محرکه خود را یک موتور آرگوس با توان ۲۴۰ اسب بخار (۱۷۹ کیلووات) می‌گرفت. یک ویژگی قابل توجه آن ارابه فرود بلند بود که امکان نشست نرم در زمین‌های ناهموار را می‌داد. دو مدل فی ۱۵۶آ با هوازِه ثابت و فی ۱۵۶ب با هوازه متحرک خودکار پدید آمد. فی ۱۵۶ب گونه غیرنظامی بود که عملیاتی نشد. شرکت فیزِلِر سه پیش‌نمونه (فاو-۱، فاو-۲ و فاو-۳) از مدل فی ۱۵۶آ تولید کرد. فاو-۱ با پیشران فلزی قابل تنظیم روی زمین، نخستین بار روز ۲۴ مه سال ۱۹۳۶ به پرواز درآمد. فاو-۲ پیشران چوبی داشت و در فاو-۳ تجهیزات نظامی نصب شد. وزارت هوانوردی رایش متأثر عملکرد هواگرد، دستور به ساخت پیش‌نمونه‌های دیگر و آماده‌سازی برای تولید انبوه داد. به هر صورت، این وزارتخانه بر مبنای سیاست رقابتی خود، سفارشی بر مبنای مشخصات فی ۱۵۶ برای دیگر شرکت‌های صنعتی نیز صادر کرد که منجر به ارائه مسرشمیت ب‌اف ۱۶۳ و زیبل زی ۲۰۱ و فوکه-وولف اف‌و ۱۸۶ شد. با این حال، پیش از آن که رقبا به پرواز درآیند، فی ۱۵۶آ-۱ برای خدمت در لوفت‌وافه، وارد خط تولید انبوه شد. تولید سال ۱۹۳۹ با مدل فی ۱۵۶سی ادامه یافت. از این هواگرد در سرتاسر جنگ جهانی دوم در نقش‌های گوناگونی استفاده شد که ترابری ستادی (فی ۱۵۶سی-۱)، شناسایی برد کوتاه (فی ۱۵۶سی-۲) و آمبولانس (فی ۱۵۶دی) از آن جمله بودند. مدل آزمایشی فی ۱۵۶ایی گونه خاص ارابه فرود شنی‌دار جهت عملیات در فرودگاه‌های دشوار، داشت. با توجه به تأکید بر هواگردهای خط مقدم همچون اف‌وه ۱۹۰، تولید فی ۱۵۶ به کارخانه‌هایی در فرانسه و چکسلواکی سپرده می‌شد. تولیدات دوران جنگ به بیش از ۲٬۵۰۰ فروند رسید.

## مشخصات فنی
فی ۱۵۶سی-۳:
مشخصات عمومی
- خدمه: ۲ نفر
- طول: ۹٫۹ متر
- طول بال: ۱۴٫۲۵ متر
- ارتفاع: ۳ متر
- وزن خالی: ۹۳۰ کیلوگرم
- وزن بارگذاری‌شده: ۱٬۳۲۰ کیلوگرم

- نیرومحرکه: ۱ × موتور خطی آرگوس آاس ۱۰سی: هر یک ۲۴۰ اسب بخار

عملکرد
- حداکثر سرعت: ۱۷۵ کیلومتر بر ساعت در سطح دریا
- سقف پرواز: ۴٬۶۰۰ متر
- برد: ۳۸۰ کیلومتر

تسلیحات
- ۱ × مسلسل ۷٫۹۲ میلی‌متری ام‌گه ۱۵ پشت اتاقک